# Яхэ-Ыджыдъёль
Яхэ-Ыджыдъёль (устар. Якэ-Еджыд-Ёль) — река в России, протекает по городскому округу Вуктыл Республики Коми. Впадает в Печору справа, на 1110-м километре. Длина реки составляет 16 км, площадь водосборного бассейна — 62 км².

## Данные водного реестра
По данным государственного водного реестра России относится к Двинско-Печорскому бассейновому округу, водохозяйственный участок реки — Печора от водомерного поста у посёлка Шердино до впадения реки Уса, речной подбассейн реки — бассейны притоков Печоры до впадения Усы. Речной бассейн реки — Печора.
Код объекта в государственном водном реестре — 03050100212103000061753.